# Hofmann Forest
Localização da Carolina do Norte nos E.U.A.
Hofmann Forest é um território não organizado localizado no  condado de Onslow no estado estadounidense da Carolina do Norte. No ano 2010 tinha uma população de 5 habitantes.

## Geografia
O território de Hofmann Forest encontra-se localizado nas coordenadas 34° 52′ 33,65″ N, 77° 22′ 37,79″ O.